# Angutit Inersimasut GM 2015
Il CocaCola GM 2015 è stata la 45.esima edizione del campionato Groenladese di calcio maschile. La fase finale della competizione si è tenuta a Qasigiannguit dal 4 all'8 agosto 2015. L'edizione è stata vinta dalla B-67 per la quarta volta consecutiva e dodicesima nella sua storia.